# 6. Division (Deutsches Kaiserreich)
Die 6. Division, für die Dauer des mobilen Verhältnisses auch als 6. Infanterie-Division bezeichnet, war ein Großverband der Preußischen Armee.

## Geschichte
Der Großverband wurde am 5. September 1818 aus der 2. Brigade des Armee-Korps in Frankreich errichtet. Das Kommando stand zunächst in Düsseldorf, von 1820 in Torgau und dann ab 1850 in Brandenburg an der Havel. Hier wurde die Division Ende September 1919 aufgelöst.

### Gefechtskalender

#### 1914
- 04. bis 16. August – Eroberung von Lüttich
- 18. bis 19. August – Schlacht an der Gette
- 23. bis 24. August – Schlacht bei Mons
- 25. bis 27. August – Schlacht bei Solemes und Le Cateau
- 28. bis 30. August – Kämpfe an der Somme
- 01. September – Gefecht bei Villers-Cotterêts
- 04. September – Gefechte bei Vieils-Maisons-Montmirail
- 05. bis 9. September – Schlacht am Ourcq
- 10. September – Nachhutgefechte bei Neuilly-St. Front
- ab 12. September – Kämpfe an der Aisne

#### 1915
- bis 1. Juli – Kämpfe an der Aisne
  - 8. bis 14. Januar – Schlacht bei Soissons
  - 9. Mai bis 23. Juli – Frühjahrsschlacht bei La-Bassée und Arras
- 24. Juli bis 1. August – Stellungskämpfe in Flandern und Artois
- 01. August bis 20. September – Reserve der OHL
- 21. September bis 6. Oktober – Zweiter Aufmarsch an der serbischen Grenze
- 06. Oktober bis 14. November – Feldzug in Serbien
- 15. bis 24. November – Reserve der OHL in Ungarn
- ab 28. November – Kämpfe an der Aisne

#### 1916
- bis 21. Februar – Kämpfe an der Aisne
- 21. Februar bis 16. März – Schlacht bei Verdun
  - 25. bis 26. Februar – Eroberung des Forts Douaumont
  - 7. bis 11. März – Kämpfe um Dorf und Fort Vaux
  - Erstürmung des Nordhanges der Vaux-Kuppe
- 16. März bis 22. April – Stellungskampf im Oberelsass
- 22. April bis 16. Juni – Schlacht bei Verdun
- 16. Juni – bis 21. September – Stellungskämpfe in der Champagne
- 21. bis 27. September – Stellungskämpfe bei Roye-Noyon (Reserve der OHL)
- 27. September bis 5. Oktober – Reserve der Heeresgruppe „Kronprinz Rupprecht“
- 05. bis 27. Oktober – Schlacht an der Somme
- 28. Oktober bis 28. November – Kampf im Argonner Wald
- ab 28. November – Stellungskämpfe in den Argonnen

#### 1917
- bis 7. Februar – Stellungskämpfe in den Argonnen
- 08. Februar bis 14. April – Stellungskampf im Oberelsass (Reserve der OHL)
- 18. April bis 4. Mai – Doppelschlacht an der Aisne und in der Champagne
- 04. Mai bis 30. Juni – Stellungskampf im Oberelsass (Reserve der OHL)
- 01. bis 15. Juli – Reserve der OHL
- 15. bis 18. Juli – Stellungskämpfe östlich Zloczow
- 19. bis 28. Juli – Durchbruchsschlacht in Ostgalizien
- 29. Juli bis 8. Oktober – Stellungskämpfe am Sereth
- 08. bis 13. Oktober – Reserve der OHL
- 13. bis 23. Oktober – Stellungskämpfe am Chemin des Dames
  - 23. Oktober – Gefecht bei Chavignon
- 24. Oktober bis 2. November – Nachhutkämpfe nördlich der Ailette
- ab 3. November – Stellungskämpfe nördlich der Ailette

#### 1918
- bis 21. Februar – Stellungskämpfe nördlich der Ailette
- 21. Februar bis 20. März – Reserve der OHL und Ruhezeit hinter der 18. Armee
- 21. März bis 6. April – Große Schlacht in Frankreich
- 07. April bis 27. Mai – Kämpfe an der Avre und bei Montdidier-Noyon
- 27. Mai bis 13. Juni – Schlacht bei Soissons und Reims
- 14. Juni bis 4. Juli – Stellungskämpfe zwischen Oise, Aisne und Marne
- 05. bis 17. Juli – Stellungskämpfe westlich Soissons
- 18. bis 25. Juli – Abwehrschlacht zwischen Soissons und Reims
- 26. Juli bis 3. August – Bewegliche Abwehrschlacht zwischen Marne und Vesle
- 03. August bis 3. September – Reserve der 9. Armee bzw. 17. Armee
- 03. bis 26. September – Kämpfe vor der Siegfriedfront
- 27. September bis 8. Oktober – Abwehrschlacht zwischen Cambrai und St.-Quentin
- 09. Oktober bis 4. November – Kämpfe vor und in der Hermannstellung
- 05. bis 11. November – Rückzugskämpfe vor der Antwerpen-Maas-Stellung
- ab 12. November – Räumung des besetzten Gebietes und Marsch in die Heimat

## Gliederung
Die Division war Teil des III. Armee-Korps.

### Friedensgliederung 1914
- 11. Infanterie-Brigade in Brandenburg an der Havel
  - Infanterie-Regiment „Graf Tauentzien von Wittenberg“ (3. Brandenburgisches) Nr. 20 in Wittenberg
  - Füsilier-Regiment „Prinz Heinrich von Preußen“ (Brandenburgisches) Nr. 35 in Brandenburg an der Havel
- 12. Infanterie-Brigade in Brandenburg an der Havel
  - Infanterie-Regiment „Großherzog Friedrich Franz II. von Mecklenburg-Schwerin“ (4. Brandenburgisches) Nr. 24 in Neuruppin
  - Infanterie-Regiment „General-Feldmarschall Prinz Friedrich Karl von Preußen“ (8. Brandenburgisches) Nr. 64 in Prenzlau und Angermünde (III. Bataillon)
- 6. Kavallerie-Brigade in Brandenburg an der Havel
  - Kürassier-Regiment „Kaiser Nikolaus I. von Russland“ (Brandenburgisches) Nr. 6 in Brandenburg an der Havel
  - Husaren-Regiment „von Zieten“ (Brandenburgisches) Nr. 3 in Rathenow
- 6. Feldartillerie-Brigade in Brandenburg an der Havel
  - Feldartillerie-Regiment „General-Feldzeugmeister“ (1. Brandenburgisches) Nr. 3 in Brandenburg an der Havel
  - Kurmärkisches Feldartillerie-Regiment Nr. 39 in Perleberg
- Landwehr-Inspektion Berlin

### Kriegsgliederung bei Mobilmachung 1914
- 11. Infanterie-Brigade
  - Infanterie-Regiment „Graf Tauentzien von Wittenberg“ (3. Brandenburgisches) Nr. 20
  - Füsilier-Regiment „Prinz Heinrich von Preußen“ (Brandenburgisches) Nr. 35
- 12. Infanterie-Brigade
  - Infanterie-Regiment „Großherzog Friedrich Franz II. von Mecklenburg-Schwerin“ (4. Brandenburgisches) Nr. 24
  - Infanterie-Regiment „General-Feldmarschall Prinz Friedrich Karl von Preußen“ (8. Brandenburgisches) Nr. 64
- Stab und 3. Eskadron/Husaren-Regiment „von Zieten“ (Brandenburgisches) Nr. 3
- 6. Feldartillerie-Brigade
  - Feldartillerie-Regiment „General-Feldzeugmeister“ (1. Brandenburgisches) Nr. 3
  - Kurmärkisches Feldartillerie-Regiment Nr. 39
- 2. und 3. Kompanie/Pionier-Bataillon Nr. 3

### Kriegsgliederung vom 26. Mai 1918
- 12. Infanterie-Brigade

Mainz, 1908; links die Neutorkaserne für die Soldaten des Fußartillerie-Regiments „General-Feldzeugmeister“ (Brandenburgisches) Nr. 3

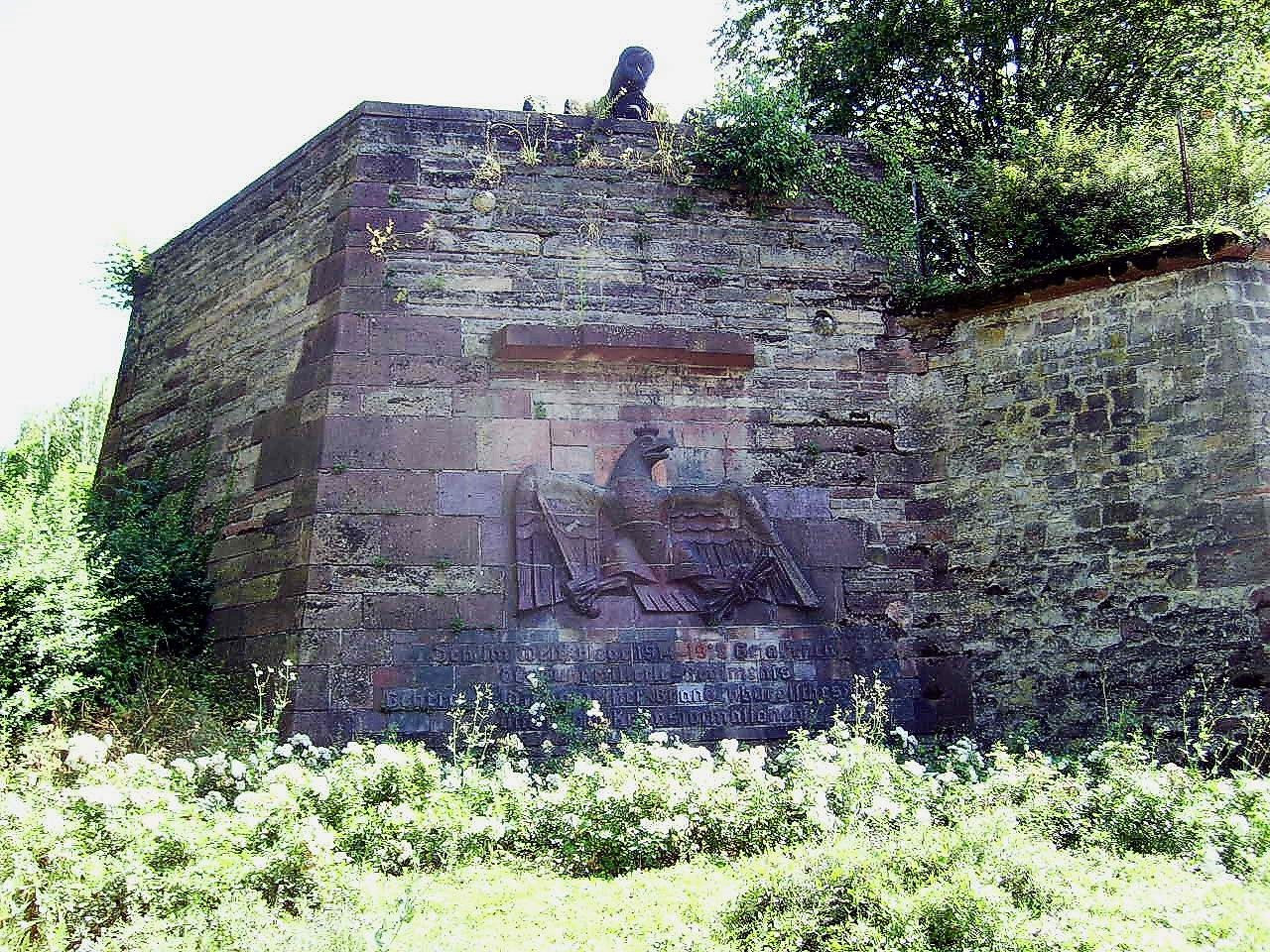
Denkmal für die Soldaten des Fußartillerie-Regiments „General-Feldzeugmeister“ (Brandenburgisches) Nr. 3 in Mainz

  - Infanterie-Regiment „Großherzog Friedrich Franz II. von Mecklenburg-Schwerin“ (4. Brandenburgisches) Nr. 24
  - Infanterie-Regiment „General-Feldmarschall Prinz Friedrich Karl von Preußen“ (8. Brandenburgisches) Nr. 64
  - Infanterie-Regiment Nr. 396
  - MG-Scharfschützen-Abteilung 69
  - 5. Eskadron/Husaren-Regiment „von Zieten“ (Brandenburgisches) Nr. 3
- Artillerie-Kommandeur Nr. 64
  - Feldartillerie-Regiment „General-Feldzeugmeister“ (1. Brandenburgisches) Nr. 3
  - I. Abteilung/Fußartillerie-Regiment „General-Feldzeugmeister“ (Brandenburgisches) Nr. 3
- 1. Kompanie/Pionier-Bataillon Nr. 3
- Divisions-Nachrichten-Kommandeur Nr. 6

## Kommandeure
| Dienstgrad                   | Name                         | Datum                                                            |
| ---------------------------- | ---------------------------- | ---------------------------------------------------------------- |
| Generalleutnant              | Wilhelm von Radziwill        | 06. März 1848 bis 18. Februar 1852                               |
| Generalleutnant              | Wilhelm von Thümen           | 19. Februar 1852 bis 25. Oktober 1854                            |
| Generalmajor/Generalleutnant | Karl von Herrmann            | 26. Oktober 1854 bis 6. Juni 1856                                |
| Generalleutnant              | Friedrich Adolf von Willisen | 07. Juli 1856 bis 7. Juli 1858                                   |
| Generalleutnant              | Albert von Kortzfleisch      | 08. Juli 1858 bis 9. März 1863                                   |
| Generalleutnant              | Gustav von Manstein          | 10. März 1863 bis 25. Januar 1867                                |
| Generalleutnant              | Gustav von Buddenbrock       | 26. Januar 1867 bis 17. August 1871                              |
| Generalleutnant              | Kurt von Schwerin            | 18. August 1871 bis 18. November 1876                            |
| Generalleutnant              | Rudolf von Manteuffel        | 19. November 1876 bis 13. Januar 1879                            |
| Generalleutnant              | Otto von Foerster            | 14. Januar 1879 bis 4. November 1882                             |
| Generalmajor/Generalleutnant | Karl von Larisch             | 11. November 1882 bis 14. Januar 1887                            |
| Generalleutnant              | Gottlieb von Haeseler        | 15. Januar 1887 bis 21. März 1889                                |
| Generalleutnant              | Friedrich von Hassel         | 22. März 1889 bis 24. März 1890                                  |
| Generalmajor                 | Wilhelm Ziegler              | 20. September bis 17. November 1890 (mit der Führung beauftragt) |
| Generalleutnant              | Wilhelm Ziegler              | 18. November 1890 bis 16. Mai 1892                               |
| würt. Generalmajor           | Wilhelm von Pfaff            | 27. Mai bis 27. Juli 1892 (mit der Führung beauftragt)           |
| würt. Generalleutnant        | Wilhelm von Pfaff            | 28. Juli 1892 bis 1. April 1895                                  |
| Generalleutnant              | Fedor von Brodowski          | 18. April 1895 bis 2. Juli 1899                                  |
| Generalleutnant              | Bruno Jones                  | 03. Juli 1899 bis 8. April 1901                                  |
| Generalleutnant              | Eduard von Liebert           | 09. April 1901 bis 6. April 1903                                 |
| Generalleutnant              | Hans von Beseler             | 18. April 1903 bis 15. September 1904                            |
| Generalleutnant              | Eberhard von der Lancken     | 15. September 1904 bis 9. April 1906                             |
| Generalleutnant              | Ferdinand von Quast          | 22. September 1910 bis 28. Februar 1913                          |
| Generalleutnant              | Sigismund von Förster        | 01. März 1913 bis 2. Februar 1914                                |
| Generalleutnant              | Manfred von Richthofen       | 03. Februar bis 1. August 1914                                   |
| Generalmajor                 | Richard Herhudt von Rohden   | 02. August 1914 bis 14. Dezember 1917                            |
| Generalmajor                 | Maximilian von Mutius        | 15. Dezember 1917 bis 21. Februar 1919                           |
| Generalleutnant              | Burghard von Oven            | 22. Februar bis 7. Mai 1919                                      |